# Engenharia de manutenção

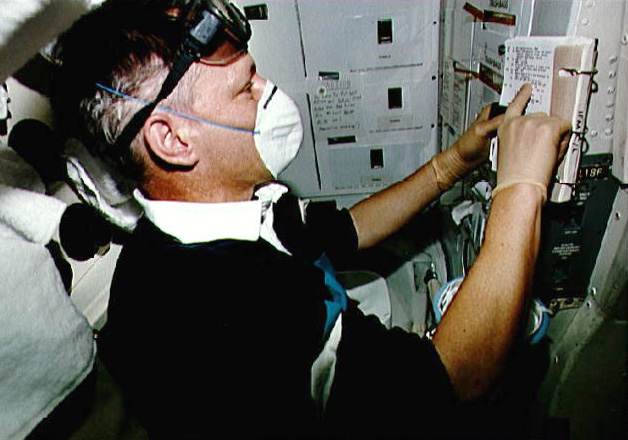
Verificação da lista de procedimentos de manutenção de bordo da nave espacial Atlantis, por um engenheiro de manutenção.

A engenharia de manutenção é o ramo da engenharia vocacionado para a aplicação dos seus conceitos à optimização dos equipamentos, dos processos e dos orçamentos, de modo a alcançar uma melhor manutenibilidade, confiabilidade e disponibilidade dos equipamentos. 
A manutenção e, consequentemente, a engenharia de manutenção têm vindo a ganhar uma importância crescente devido ao aumento do número de equipamentos, aparelhos, sistemas, máquinas e infraestruturas que tem vindo a ocorrer constantemente, desde a Revolução Industrial. O seu elevado número e diversidade requerem um conjunto crescente de profissionais e sistemas especializados na sua manutenção.

## Conhecimentos e aplicações
Dentro do universo da engenharia, a engenharia de manutenção é uma especialidade multidisciplinar que - para além dos conhecimentos específicos de manutenção, como os de estatística, logística, confiabilidade e previsibilidade - requer conhecimentos mais específicos relacionados com a área de aplicação, como por exemplo os de mecânica, eletricidade e química. A engenharia de manutenção também requer conhecimentos gerais de higiene e segurança no trabalho, informática, gestão de recursos humanos, legislação, meio ambiente e contabilidade.
A engenharia de manutenção aplica-se à quase totalidade das atividades económicas e sociais, mas torna-se mais relevante para a operação de organizações complexas. Assim, tem grande importância em áreas como os hospitais, a indústria siderúrgica, a indústria alimentar, a indústria automóvel, a indústria têxtil, a extração de petróleo, as frotas automóveis, a produção de energia, as grandes superfícies comerciais, a indústria química, a marinha a aeronáutica, a telecomunicações e a data center.

## Profissionais
O engenheiro de manutenção é o profissional da engenharia de manutenção. Esta profissão corresponde quase sempre a uma função de existente em certas organizações e não tanto a uma formação específica, uma vez que são raros os cursos superiores de engenharia de manutenção. Assim, a maioria dos engenheiros de manutenção têm uma formação superior em engenharia elétrica, engenharia mecânica, engenharia de automação, engenharia industrial, engenharia eletromecânica, engenharia de telecomunicações ou outra engenharia específica relacionada com a área onde atua.

## Funções de um engenheiro de manutenção
Entre as funções típicas de um engenheiro de manutenção incluem-se:
1. Otimizar a estrutura da organização de manutenção;
2. Análise das falhas repetitivas de equipamento;
3. Estimativa dos custos de manutenção e avaliação de alternativas;
4. Previsão de necessidades de peças sobresselentes;
5. Avaliação das necessidades em termos de renovação de equipamentos e estabelecimento de programas de renovação;
6. Aplicação de princípios de agendamento e de gestão de projetos aos programas de renovação de equipamentos;
7. Avaliação das necessidades em termos de materiais e de mão de obra para uma manutenção eficaz;
8. Avaliação das necessidades em termos de qualificação técnica e profissional do pessoal de manutenção;
9. Identificação e reporte dos riscos em termos de segurança associados à manutenção.